# My Story
Die My Story ist ein von 1970/71 gebautes Fluss-Kreuzfahrtschiff der niederländischen Euro Shipping Voyages in Bemmel, das seit 2011 in der Charter des ehemals unternehmenseigenen Reiseveranstalters Select Voyages auf der Donau zwischen Passau und Budapest eingesetzt wird. Sie ist das baugleiche Schwesterschiff der ebenfalls 1971 in Fahrt gesetzten Bellriva.

## Geschichte

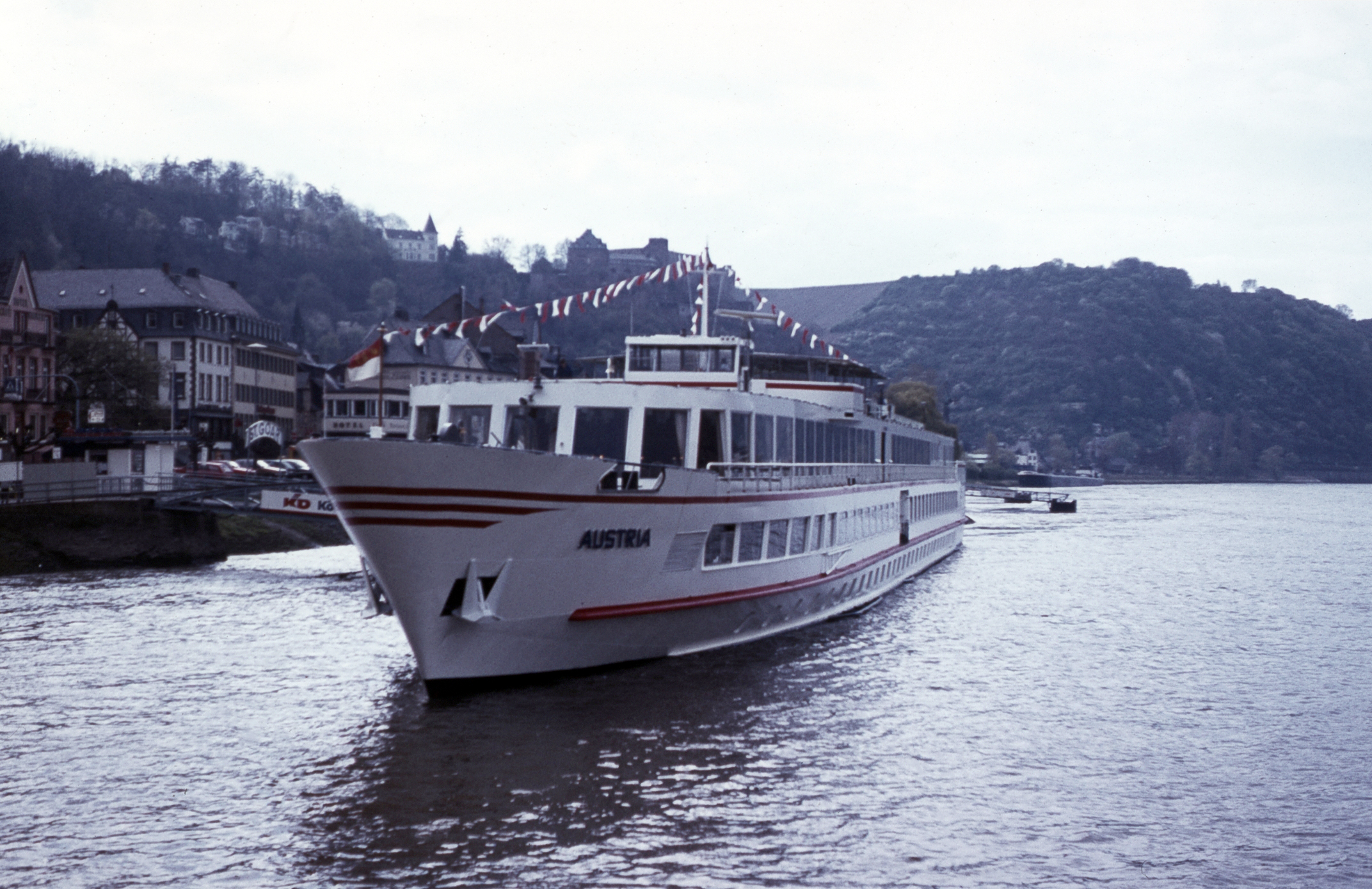
Die Austria der Köln-Düsseldorfer

Das Kabinenschiff wurde in den Jahren 1970 und 1971 durch die Binnenschiffwerft Bodewes in Millingen am Rhein unter der Baunummer 686 für die Holland River Line aus Rotterdam gebaut. Die Kiellegung erfolgte am 26. März 1970, der Stapellauf am 12. Dezember desselben Jahres. Die Baukosten betrugen 12 Mio. Gulden. Am 23. April 1971 wurde sie mit einem Festakt auf den Namen Holland Pearl getauft. Ab 8. Mai 1971 wurde sie im Plandienst auf dem Rhein und seinen Nebenflüssen sowie dem IJsselmeer eingesetzt.
Am 1. April 1976 wurde die Holland River Line mit ihren beiden Kabinenschiffen von der Köln-Düsseldorfer übernommen, die bereits sechs von der Bauart ähnliche Schiffe im Fluss-Kreuzfahrtverkehr auf dem Rhein im Einsatz hatte. Das Schiff wurde vom neuen Eigner in Austria umbenannt. Im Jahre 1995 übernahm die West KD Schiffs-Invest AG, ein Tochterunternehmen der West LB, das Schiff. Nach Modernisierung des von der Ausstattung her veralteten Schiffs wurde es 1997 an die Rhine Danube Line in Basel verkauft. 2000 war die Viking River Cruises kurzzeitiger Besitzer, denn 2001 wurde es vom nächsten Besitzer, der Bonaventura Cruising aus ’s-Gravendeel, in Bonaventura Pearl umbenannt. Im Jahr 2003 erlangte die Donau River Line den Besitz des Schiffes  und benannte es im Bezug zum neuen Einsatzgebiet auf der Donau in Danube Pearl um. In den Folgejahren wechselte der Schiffseigner mehrfach, das Schiff erhielt in chronologischer Reihenfolge die Namen Papageno, Aurora, Basilea Danubia und schließlich 2007 von der niederländischen Euro Shipping Voyages den aktuellen Namen My Story. Das Schiff ist unter der ENI-Nummer 07001704 mit Heimathafen Bemmel registriert.

## Ausstattung und Technik

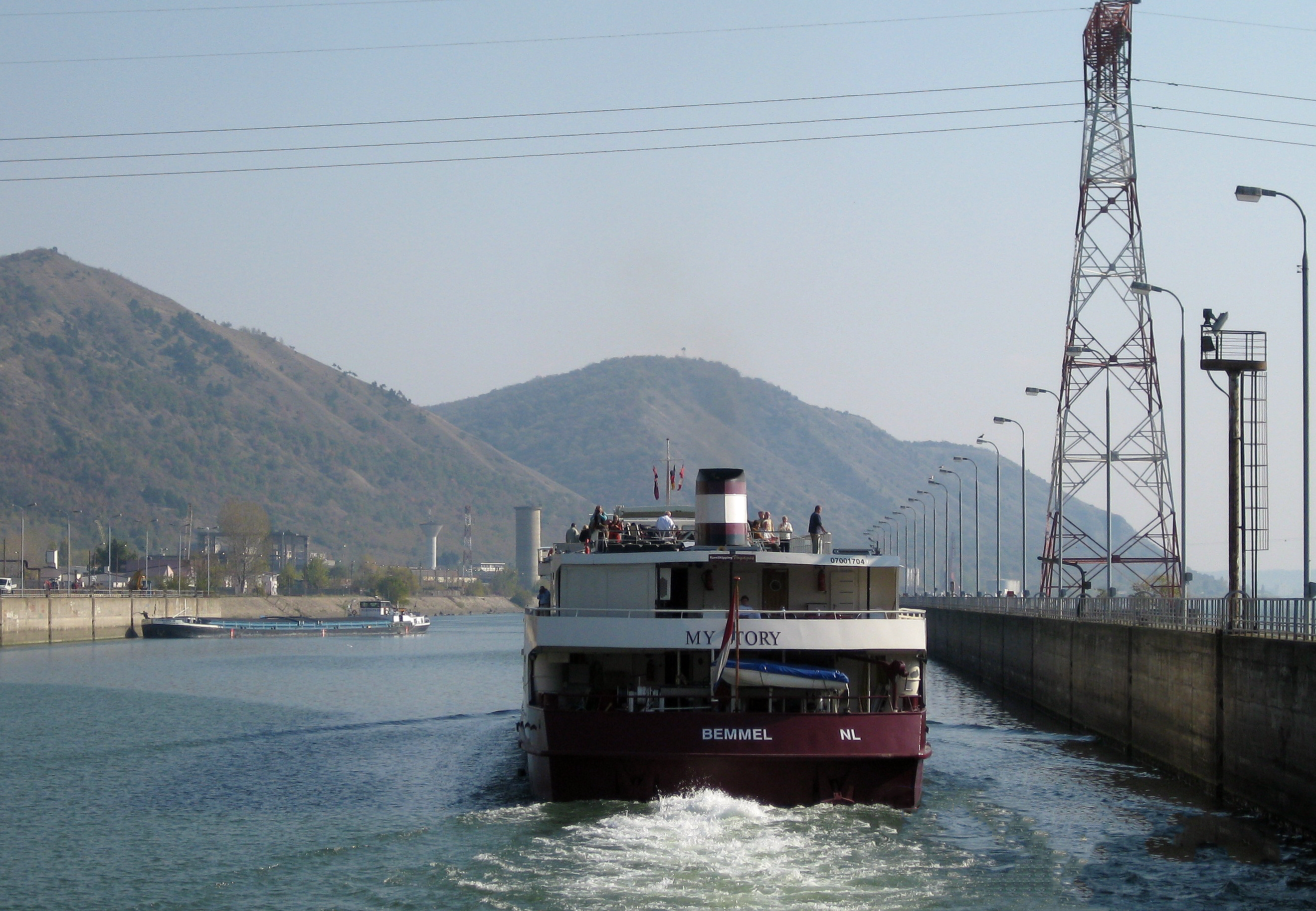
Heckansicht

Die My Story ist ein Dreideck-Kabinenschiff der gehobenen Mittelklasse mit 89 Kabinen. Im Hauptdeck befinden sich im Vorderschiff die Mannschaftsräume an die sich 36 Zweibett-Kabinen und eine Sauna anschließen. Im Oberdeck sind 53 Kabinen vorhanden, von denen sieben nur in Einzelbelegung buchbar sind. Alle Kabinen sind jeweils 11 m² groß und verfügen jeweils über Dusche/WC, Telefon und Sat-TV. Die Doppeleinheiten sind alle mit zwei getrennten Betten ausgestattet. Im vorderen Panoramadeck liegt der Panoramasalon. Der mit einer Bar ausgestattete Salon ist im Bugbereich rundum verglast. Im mittleren Schiffsteil schließen das Restaurant und die Küche an. Auf dem mit einem Sonnensegel ausgestatteten Freideck stehen den Fahrgästen Liegestühle, Stühle und Tische zur Verfügung.
Das Schiff wird über zwei Dieselmotoren à 514 kW von Deutz über zwei Voith-Schneider-Antriebe angetrieben. Das Bugstrahlruder verfügt über einen 147 kW starken Antrieb. Das Schiff ist 104,64 m lang, 11,61 m breit und 9,20 m hoch. Durch Versenken von Steuerhaus und Kamin, sowie Umlegen von Geländern und Sonnensegel kann die Höhe für Fahrten auf Gewässern mit niedrigen Brückendurchfahrten, wie Mosel und Main-Donau-Kanal, auf etwa 7,00 m verringert werden. Der Tiefgang wird mit maximal 1,40 m angegeben.